# Râul Valea Pereților
Râul Valea Pereților este un curs de apă, afluent al râului Cheia. 